# Гомогенні хімічні реакції
Гомогенні хімічні реакції – реакції, які протікають в гомогенній системі, при цьому всі реагуючі речовини знаходяться в одній фазі (газовій або рідкій), а реакція протікає у всьому об'ємі системи. Прикладом гомогенної системи є будь-яка газова суміш (наприклад суміш азоту з киснем), розчин декількох речовин в одному розчиннику (наприклад розчин хлориду натрію, сульфату магнію, азоту і кисню у воді). Гомогенні реакції бувають прості та складні багатостадійні, які відбуваються внаслідок одночасного або послідовного перебігу декількох реакцій.

Швидкість гомогенної реакції визначається зміною концентрації будь-якого учасника реакції за одиницю часу. У математичному вигляді швидкість гомогенної реакції має такий вигляд:

ν = Δn / (V Δt), де ν – швидкість реакції в гомогенній системі; n – кількість речовини (моль); V – об’єм системи (л); t – час (с); Δ – знак зміни.

Це рівняння можна спростити. Відношення кількості речовини до об’єму системи є молярною концентрацією даної речовини: 

n / V = С, звідки Δn / V = Δ С, отже:

ν = ΔС / Δt.

Швидкість хімічної реакції у гомогенній системі залежить від природи реагуючих речовин, їх концентрації, тиску, температури, наявності каталізатора:
- Залежність швидкості реакції від концентрації визначається законом діючих мас: швидкість хімічної реакції прямо пропорційна добутку концентрацій реагуючих речовин Закон діючих мас.

Для реакції А + В = С + D цей закон виразиться рівнянням:

ν = kСАСВ, де СА і СВ – концентрації речовин А і В, мол/л; k - коефіцієнт пропорційності, що називається константою швидкості реакції. Чисельно константа швидкості реакції дорівнює швидкості реакції, коли концентрація кожної з реагуючих речовин становить 1 моль/л, або коли їх добуток дорівнює одиниці. Вона залежить від природи реагуючих речовин і температури, але не залежить від концентрації.
- Залежність швидкості реакції від температури визначається емпіричним правилом Вант-Гофа: з підвищенням температури на кожні 10 ºС швидкість більшості реакцій зростаю в 2-4 рази Правило Вант-Гоффа.

Математично ця залежність виражається співвідношенням:

νt2 = νt1γ(t2 – t1 / 10), де νt1 – швидкість реакції при початковій температурі; νt2 – швидкість реакції при кінцевій температурі;
γ – температурний коефіцієнт швидкості реакції, який показує, у скільки разів збільшується швидкість реакції з підвищенням температури реагуючих речовин на 10 ºС.
Правило Вант-Гоффа наближене і застосовується лише для орієнтовної оцінки можливого впливу температури на швидкість реакції. Температури впливає на швидкість реакції, збільшуючи константу швидкості.

Джерела
1. Глинка Н.Л. Общая химия: учебное пособие для вузов. - 23-е изд., стереотипное / Под ред. В.А. Рабиновича. — Л.: Химия, 1983. - 704 с. ил.
2. Химия. Справочное руководство.ГДР, 1972. Пер. с нем. Л., «Химия», 1975. - ст. 464-474.